# دریموند
دریموند (انگلیسی: Derimod) شرکت پوشاک ترکیه‌ای است، که در سال ۱۹۷۴ تأسیس شد.